# Dominika Banevič
Dominika Banevič (poln. Dominika Baniewicz, geboren am 8. Juni 2007 in Vilnius), auch bekannt als B-Girl Nicka, ist eine litauische Breakdancerin. Sie nahm an den Olympischen Sommerspielen 2024 in Paris teil und gewann als Zweitplatzierte die Silbermedaille in der Disziplin Breaking.

## Leben und Karriere

### Anfänge
Dominika Banevič gehört der polnischen Minderheit in Litauen an. Sie entdeckte ihre Begeisterung für Breaking im Alter von fünf Jahren, nachdem sie auf YouTube ein Video mit Breaking-Moves gesehen hatte. Mit acht Jahren begann sie in einem Kinder- und Jugendzentrum in Vilnius mit dem Training. Trotz der kleinen Breaking-Szene in Vilnius nahm sie bald an Wettbewerben wie dem „Vilnius Street Battle“ teil. Im Teenageralter begann Banevič, an Battles teilzunehmen, und erzielte bereits 2021 Erfolge bei internationalen Turnieren. Ihr Training erfolgt ohne Trainer, sie trainiert in einem selbst eingerichteten Trainingsraum. Im Jahr 2023 gewann sie die World Breaking Championship in Belgien und qualifizierte sich damit für die Olympischen Spiele in Paris. Banevič wurde zur litauischen Sportlerin des Jahres gewählt und viermal litauische Meisterin. Sie hat kürzlich die 10. Klasse abgeschlossen und konzentriert sich derzeit vollständig auf ihren Sport.

### Olympische Spiele 2024
Breakdance, auch als Breaking bekannt, wurde erstmals in das Programm der Olympischen Sommerspiele 2024 in Paris aufgenommen.
Dominika Banevič nahm unter ihrem selbstgewählten B-Girl-Namen Nicka am Debüt der B-Girls bei den Olympischen Spielen 2024 auf dem Place de la Concorde teil. Nicka setzte sich in den Battles gegen die anderen Teilnehmerinnen durch und erreichte das Finale gegen die Japanerin Ami Yuasa, bekannt als B-Girl Ami. Nach drei intensiven Battles entschied die Jury zugunsten von Ami, womit Nicka den zweiten Platz belegte und die Silbermedaille im Breaking gewann.

### Weitere sportliche Erfolge
Im Dezember 2024 belegte Banevič bei der Weltmeisterschaft in Chengdu den dritten Platz.